# Me‘arat Te'omim
Me‘arat Te'omim (hebreiska: Me‘arat Te’omim, מערת התאומים, Me’arat Te’omim) är en grotta i Israel.   Den ligger i distriktet Jerusalem, i den centrala delen av landet. Me‘arat Te'omim ligger 410 meter över havet.
Terrängen runt Me‘arat Te'omim är kuperad åt nordost, men åt sydväst är den platt. Terrängen runt Me‘arat Te'omim sluttar brant västerut. Runt Me‘arat Te'omim är det tätbefolkat, med 530 invånare per kvadratkilometer. Närmaste större samhälle är Jerusalem, 18,9 km öster om Me‘arat Te'omim. Trakten runt Me‘arat Te'omim består till största delen av jordbruksmark.